# 광교 더샵 레이크파크
광교 더샵 레이크파크(영어: Gwanggyo Jungheung S-Class)는 대한민국 경기도 수원시 영통구 하동에 위치한 오피스텔이다.

## 같이 보기
- 수원시의 마천루 목록